# Nomos Lasiti

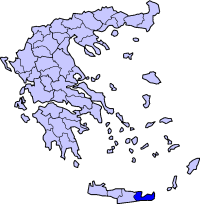
Prefektura Lasiti na mapie Grecji

Lasiti (gr. Λασύθι) – do końca 2010 roku prefektura (nomos) w Grecji, we wschodniej części Krety, ze stolicą w Ajos Nikolaos.
Graniczy od zachodu z prefekturą Heraklion. Powierzchnia nomosu Lasiti wynosi 1823 km². w 2005 roku zamieszkiwało tam 77 917 osób. 
Od 1 stycznia 2011 w wyniku zmian w podziale administracyjnym Grecji funkcjonuje jako jednostka regionalna Lasiti. 

## Najważniejsze miasta
- Ajos Nikolaos – port, ośrodek turystyczny, stolica regionu;
- Jerapetra – miasto i port na południowym wybrzeżu wyspy, najdalej na południe wysunięte miasto Europy;
- Sitia – miasto portowe z zamkiem weneckim i z ciekawym muzeum archeologicznym.

## Atrakcje turystyczne
- Dreros – stanowisko archeologiczne z okresu pominojskiego;
- Farangi Nekron – wąwóz na wschodnim wybrzeżu Krety;
- Gurnia – rozległe ruiny wioski minojskiej;
- Kato Zakros – miejscowość nadmorska z ruinami dawnego pałacu minojskiego;
- Malia – miejscowość turystyczna, w pobliżu której znajduje się jeden z pałaców minojskich;
- Myrtos – port i centrum wypoczynkowe na południowym brzegu Krety;
- Wai – kąpielisko w otoczeniu nadmorskiego gaju palmowego;